# Барок
Барокът е стил в изкуството, доминирал в Европа почти два века: зародил се след Ренесанса в края на XVI век в Рим, той е изместен от класицизма в края на 18 век. Стилът се разпростира в голяма част от Европа, но твърде слабо в Холандия, където художници като Рембранд и Халс се придържат към вкуса на местните меценати, предпочитащи по-реалистичен стил и по-семпли архитектурни форми. Популярността и успехът на Барока са насърчавани от Римокатолическата църква, която решава на Трентския събор, в отговор на протестантската Реформация, че в изкуството трябва директно да бъдат третирани религиозни теми.
Характерни за Барока са преувеличените действия и лесната интерпретация на детайла, която създава драматичен ефект, напрежение и великолепие. Наблюдава се и особена величественост в скулптурата, картините, архитектурата, литературата, танците и музиката. Този стил е призван да прославя и пропагандира могъществото на властта, на аристокрацията, на църквата, но заедно с това и да изразява прогресивните за своето време идеи: за сложността на мирозданието, за безграничността и многообразието на света, за неговата изменчивост. Човекът в стила барок влиза като част от света, сложна личност, преживяваща драматични конфликти.
Барокът не се стреми да съблюдава ренесансовата хармония – той търси по-емоционален контакт с публиката. Архитектурата по това време се отличава с пространствен размах, обтекаемост на криволинейните форми, сливане на обемите в динамична маса, богата скулптурна декорация, неразривно свързана с околното пространство.

## Терминът „барок“
Думата „барок“, както повечето определения на периоди и стилове, е въведена от по-късните критици, а не от участниците в течението от 17 и началото на 18 век. Според Оксфордския английски речник, тя произлиза от френски (baroque), италиански (barocco) или португалски език (barroco) и означава неправилна перла или фалшив скъпоценен камък. В древния римски диалект съществува подобна дума (barlocco или brillocco) със същото значение, но може думата да е навлязла в тези езици и от арабски. Естествените перли, отклоняващи се от обичайната ососиметрична форма, и днес се наричат „барокови перли“.
Според алтернативното мнение коренът може би е изчезналата днес италианска дума baroco, означаваща в логическата схоластика силогизъм с неубедително съдържание. Обичайното определение, използвано за стила преди въвеждането на термина, e просто „стилът на летящите форми“.
Първоначално терминът „барок“ се използва в пренебрежителен смисъл, подчертавайки прекалената пищност, претрупаност, шумното изобилие на детайли на стила, в сравнение с по-ясната и сдържана рационалност на Ренесанса или на Рококо. Барокът е реабилитиран от швейцарския историк на изкуството Хайнрих Вьолфлин, който в труда си „Ренесанс и Барок“ (1888) идентифицира Барока като антитеза на Ренесанса и като различен вид изкуство. Въпреки това, за разлика от съвременните автори, той не прави разграничението между Барок и Маниеризъм и игнорира късната фаза на академичния Барок, която трае през XVIII век. Френските и английските автори не се занимават с Барока, докато влиянието на Вьолфлин не прави немската школа водеща.
В съвременна употреба терминът „барок“ понякога се използва пейоративно за произведения на изкуството, занаятите или дизайна, за които се смята, че съдържат прекалена орнаментация и сложност на линиите.

## Еволюция на барока
Барокът възниква около 1600, няколко десетилетия след Трентския събор, на който Римокатолическата църква взема важни решения за вътрешна реформа и се обръща към изобразителните изкуства, изисквайки картините и скулптурите в църковен контекст да се обръщат по-скоро към простолюдието, отколкото към образованите. Този завой към популистко разбиране на функциите на църковното изкуство се разглежда от много историци на изкуството като източник на иновациите на Караваджо и братята Анибале и Агостино Карачи, работили и конкурирали се за поръчки в Рим около 1600.
Акцентът на бароковия стил умишлено се измества от духовитостта и интелектуалността на маниеристите от 16 век към един по-първичен призив към сетивата. Той въвежда една по-директна, проста и драматична иконография. Зачатъчни идеи на Барока могат да бъдат открити още в работите на Микеланджело. Бароковото изкуство възприема някои героични тенденции от Анибале Карачи и неговия кръг и намира вдъхновение при други художници като Кореджо, Караваджо и Федерико Барочи, днес понякога наричани „протобарокови“ художници.
Въпреки че на много места Барокът е изместен от стила Рококо, започвайки с Франция от края на 1720-те, особено в интериора, живописта и декоративните изкуства, бароковата архитектура остава жизнена до появата на неокласицизма в края на 18 век.
В живописта формите на барока са по-широки от тези на маниеристите, по-недвусмислени, не толкова тайнствени и мистериозни, по-близки до сценичните форми на операта, която е основен бароков жанр. Бароковите пози разчитат на contrapposto (противотежест, равновесие), напрежението във фигурите, движещи равнините на раменете и ханша си в противоположни посоки. Пример за това е статуята „Давид“ на Бернини.
По-сухите, не така драматични и цветни, сдържани форми на архитектурата на XVIII век често се разглеждат като отделен стил – Късен барок, чийто най-явни примери са сградите на Клод Перо.
Барокът е определен от Хайнрих Вьолфлин като епоха, в която овалът заменя окръжността като център на композицията, когато централизацията замества равновесието и цветовите и „живописни“ ефекти започват да стават по-ясно проявени.
Протестантските историци на изкуството традиционно подчертават, че барокът еволюира по времето, когато Римокатолическата църква е принудена да се съпротивлява на много нови революционни културни движения, създали новата наука и нови религиозни форми – Реформацията.
Независимо дали това е така, Барокът е силно развит в Рим, където архитектурата в центъра на града е масово подновена.
В Русия, Барокът, особено в архитектурата и живописта, придобива доста своеобразни форми, които включват в по-голяма или по-малка степен елементи от доминиралия над 700 години в страната византийски стил, или съчетават няколко стила едновременно: Барок, Рококо и Класицизъм. Най-характерните течения в Руския барок са: Наришкинският барок в Москва, Петробарокът в Санкт Петербург и сменилият ги в средата на XVIII век Елисаветински барок.

### Периоди
Някои учени за удобство условно разделят Барока на три периода:
- Ранен барок: ок. 1590 – ок. 1625
- Зрял барок: ок. 1625 – ок. 1660
- Късен барок: ок. 1660 – ок. 1725

Късният барок понякога е използван като синоним на навлизащия Рококо.

## Проявления на барока

### Живопис
Основна статия „Барокова живопис“
За определение на Барока в живописта може да се използва поредицата картини, изпълнени от Петер Паул Рубенс за Мария де Медичи в двореца Люксембург в Париж (днес те се намират в Лувъра  Архив на оригинала от 2003-09-14 в Wayback Machine.), в които един католически художник задоволява изискванията на един католически клиент – отразени са разбиранията на епохата за монархията, иконографията, рисуването и композицията, както и изобразяването на пространство и движение.
Барокът включва „преувеличено осветяване, наситена емоция, отдалечаване от сдържаността и дори един вид артистичен сенсуализъм“. Бароковото изкуство всъщност не отразява живота на хората от този период, а вместо това „силно свързан с Контрареформацията, стилът мелодраматично затвърждава емоционалната дълбочина на католическата вяра и величае църквата и монархията“.
Съществува съвсем ясно откроено движение на италианска барокова живопис, представено в творбите на Караваджо и Пиетро да Кортона – и двамата третират динамичното движение, но в различни стилове. Често цитирана като барокова творба е „Екстазът на св. Тереза“ на Бернини, в която са обединени архитектурата, скулптурата и театъра в една величествена концепция.
Късният бароков стил постепенно отстъпва място на по-орнаменталния стил Рококо. Забелязват се значително смекчаване, от драматичните пози към по-пасторални сцени, от драматичното към ефирното. Облаците и градините стават все по-чести сюжети, цветовете стават по-пастелни.
Съвсем различно изкуство се развива от северната реалистична традиция от Нидерландския Златен век в изобразителното изкуство. В него има много малко религиозни елементи и историческа живопис, а вместо тях ключови са светските жанрове като натюрморта, битовата и пейзажната живопис. Докато бароковата природа на творчеството на Рембранд е очевидна, този етикет е много по-рядко използван за Вермеер и другите нидерландски художници. Фламандската барокова живопис споделя част от тези тенденции, но продължава да твори и в традиционните категории.
По подобен начин френския класически стил в живописта, в лицето на Никола Пусен, често е класифициран като бароков и споделя много от качествата на италианската живопис от този период, въпреки че спокойствието и сдържаността, произлезли от класическите идеи, му придават различно цялостно настроение.

#### Графика
Много от графиците в този период се свързват с книгоиздаването. Използва се вече новата техника гравюра върху мед. Французинът Жак Кало (1592 – 1635) дава тласък на изкуството с някои технически нововъведения.

### Скулптура
В бароковата скулптура фигурните групи придобиват ново значение, подчертава се динамиката на движението и енергията при човешките форми – те се въртят около празно централно ядро или се протягат навън към околното пространство. Бароковата скулптура често има множество различни идеални ъгли на наблюдение. Типичната барокова скулптура добавя и извънскулптурни елементи, например прикрито осветление или водни фонтани.
Архитектурата, скулптурата и фонтаните на Джовани Лоренцо Бернини (1598 – 1680) демонстрират силно напрегнатия характер на бароковия стил. Бернини без съмнение е най-важният скулптор на бароковия период. Той се доближава до Микеланджело по обхвата на своята дейност – той прави скулптури, работи като архитект, рисува, пише пиеси и прави театрални представления. Днес Бернини е най-познат със своята скулптура, както заради виртуозното ваене на мрамора, така и заради способността му да създава фигури, съчетаващи физическо и духовно. Негова е прочутата сцена „Екстазът на св. Тереза“ в римската църква „Санта Мария дела Виктория“. Друга негова прочута творба е „Фонтанът на четирите реки“, както и интериора на базиликата „Св. Петър“

### Архитектура
В бароковата архитектура акцентът отново се поставя върху смелото струпване на обеми, колонади, куполи, киароскуро, „живописни“ цветови ефекти, както и с играта с обеми и празни пространства. В архитектурата най-добре проличават трите отделни периода на барока. До 1630 г. е периодът на строгия барок. Свързва се с работата на Карло Мадерна (1556 – 1629), който работи по завършването на катедралата „Св. Петър“.
Бароковата архитектура е възприета с ентусиазъм в Централна Германия (вижте например двореца Лудвигсбург и Цвингер в Дрезден) и Австрия. В Англия кулминация на бароковата архитектура са работите на Кристофър Рен, Джон Ванбръх и Никълъс Хоуксмоор. Много примери на барокова архитектура могат да бъдат открити в градовете на Европа и Латинска Америка. Градоустройството от този период предпочита радиални булеварди, пресичащи се в площади, схема, откриваща се и в бароковите паркове.

### Театър и танци
В театъра претенциозната превзетост, множеството обрати в действието и разнообразните ситуации, характерни за маниеризма, са изместени от операта, събираща в едно цяло всички изкуства.